# Euphorbia mellifera
Espèce
Euphorbia mellifera est une espèce de plantes à fleurs de la famille des Euphorbiaceae native de Madère et des îles Canaries,.

## Description
Euphorbia mellifera est un arbre ou un arbuste à feuillage persistant. Cette espèce atteint 4 à 5 m en hauteur et en largeur car elle est très ramifiée,. Ses feuilles sont étroites pouvant atteindre 20 cm de long. Elles sont lancéolées, subsessiles, vert foncé et sont regroupées vers l'extrémité des rameaux. Au printemps elle produit des inflorescences en panicules composés de petits 
cyathes de couleur brune qui dégagent un parfum de miel,. Les fruits sont des capsules rugueuses et contiennent des graines à caroncule sessile.

## Répartition et habitat
Euphorbia mellifera est originaire des Canaries. Ce n'est pas une plante succulente car elle se développe dans le lauriselve, zone très arrosée.

## Dénominations
Cette plante porte le nom commun anglais de Canary spurge.

## Utilisation
Comme toutes les euphorbes, cette plante contient une sève blanche laiteuse qui suinte des tiges lorsqu'on les coupe.  Cette sève peut irriter la peau et est très nocive pour les yeux. Il est conseillé de porter des gants lors de la taille,

## Distinction
Euphorbia mellifera a obtenu le Award of Garden Merit de la Royal Horticultural Society,. Euphorbia × pasteurii est cité comme étant un hybride entre E. mellifera et E. stygiana. Les cultivars 'Phrampton Phatty', 'Roundway Titan' et 'John Phillips'  ont reçu l'AGA de la RHS.

## Systématique
Le nom correct complet (avec auteur) de ce taxon est Euphorbia mellifera Aiton.
Euphorbia mellifera a pour synonymes :
- Euphorbia longifolia var. canariensis (Boiss.) Oudejans
- Euphorbia longifolia Lam.
- Euphorbia mellifera var. canariensis Boiss.
- Kobiosis mellifera (Aiton) Raf.
- Tithymalus mellifer (Aiton) Moench
- Tithymalus melliferus (Aiton) Moench

### Étymologie
L'épithète spécifique, mellifera, dérive de la combinaison en latin de mellis, « miel », et de ferre, « porter », et signifie « qui produit du miel »